# Iskandar Qubti
Iskandar Qubti (in arabo إسكندر قبطي‎?, ʾIskandar Qubṭī, anche traslitterato come Scandar Copti; Giaffa, 1975) è un regista, sceneggiatore e montatore palestinese con cittadinanza israeliana.

## Biografia
Nato a Giaffa da una famiglia di palestinesi cristiani, la madre preside scolastica e il padre carpentiere, si è laureato in ingegneria meccanica al Technion di Haifa. Nel 2003 ha diretto e interpretato un cortometraggio sul suo quartiere d'origine, Ajami, intitolato Emet. Ha esordito nel lungometraggio con Ajami (2009), che ha diretto, sceneggiato e montato con l'israeliano Yaron Shani. Frutto di sette anni di produzione indipendente dal budget ridotto, è anch'esso ambientato nell'omonimo quartiere di Giaffa, da cui provengono inoltre gli attori, tutti non professionisti. Il film ha riscosso notevole successo in Israele, richiamando più di 200 mila spettatori nelle sale e vincendo i principali premi Ophir, i maggiori riconoscimenti deputati al cinema israeliano. Ha ricevuto poi la candidatura agli Oscar del 2010 come Miglior film straniero; prima della cerimonia, Qubti ha affermato in un'intervista alla radio che, anche se il suo film rappresentava Israele agli Oscar, lui non faceva altrettanto come persona, non sentendosi rappresentato da Israele in primo luogo. Queste dichiarazioni hanno suscitato forti polemiche in Israele, tra cui da parte della ministra della cultura e dello sport del governo Netanyahu II, Limor Livnat.
Qubti ha finito poi per trasferirsi in Qatar con la sua famiglia, insegnando cinema presso la sede di Abu Dhabi della NYU. Nel 2024 ha diretto il suo secondo film, Happy Holidays, in concorso ad Orizzonti nell'81ª Mostra internazionale d'arte cinematografica di Venezia.

## Filmografia
- Emet – cortometraggio (2003)
- Ajami (ʿAjamiyy) (2009)
- Happy Holidays (Yinʿād ʿalēkom) (2024)

## Riconoscimenti
- Premio Oscar
  - 2010 – Candidato al miglior film straniero per Ajami
- Festival di Cannes
  - 2009 – Menzione speciale alla Caméra d'or per Ajami
- Festival di Venezia
  - 2024 – Premio Orizzonti per la miglior sceneggiatura per Happy Holidays
- European Film Awards
  - 2009 – Candidato alla miglior rivelazione per Ajami